# Fight Night: Round 3
 (avril 2020).
Si vous disposez d'ouvrages ou d'articles de référence ou si vous connaissez des sites web de qualité traitant du thème abordé ici, merci de compléter l'article en donnant les références utiles à sa vérifiabilité et en les liant à la section « Notes et références ».
Fight Night: Round 3 est un jeu vidéo de boxe sorti en 2006 sur Xbox, Xbox 360, PlayStation Portable, PlayStation 2 et PlayStation 3. Il a été développé par Team Fusion, édité par Electronic Arts et fait suite à Fight Night Round 2, sorti en 2005.

## Système de jeu
Fight Night: Round 3 est essentiellement consacré à l'univers de la boxe à l'époque de Mohamed Ali. Le jeu permet au joueur de rejouer ou de revivre les grands matchs de l'époque, tel que le match du siècle opposant Ali a Joe Frazier. Le joueur peut aussi créer un boxeur et lui faire jouer des combats, du début jusqu'à la fin de sa carrière, pour devenir le champion de sa catégorie.